# Peugeot Type 146
La Peugeot Type 146  est un modèle d'automobile produit par le constructeur français Peugeot en 1913.